# Virgil Widrich

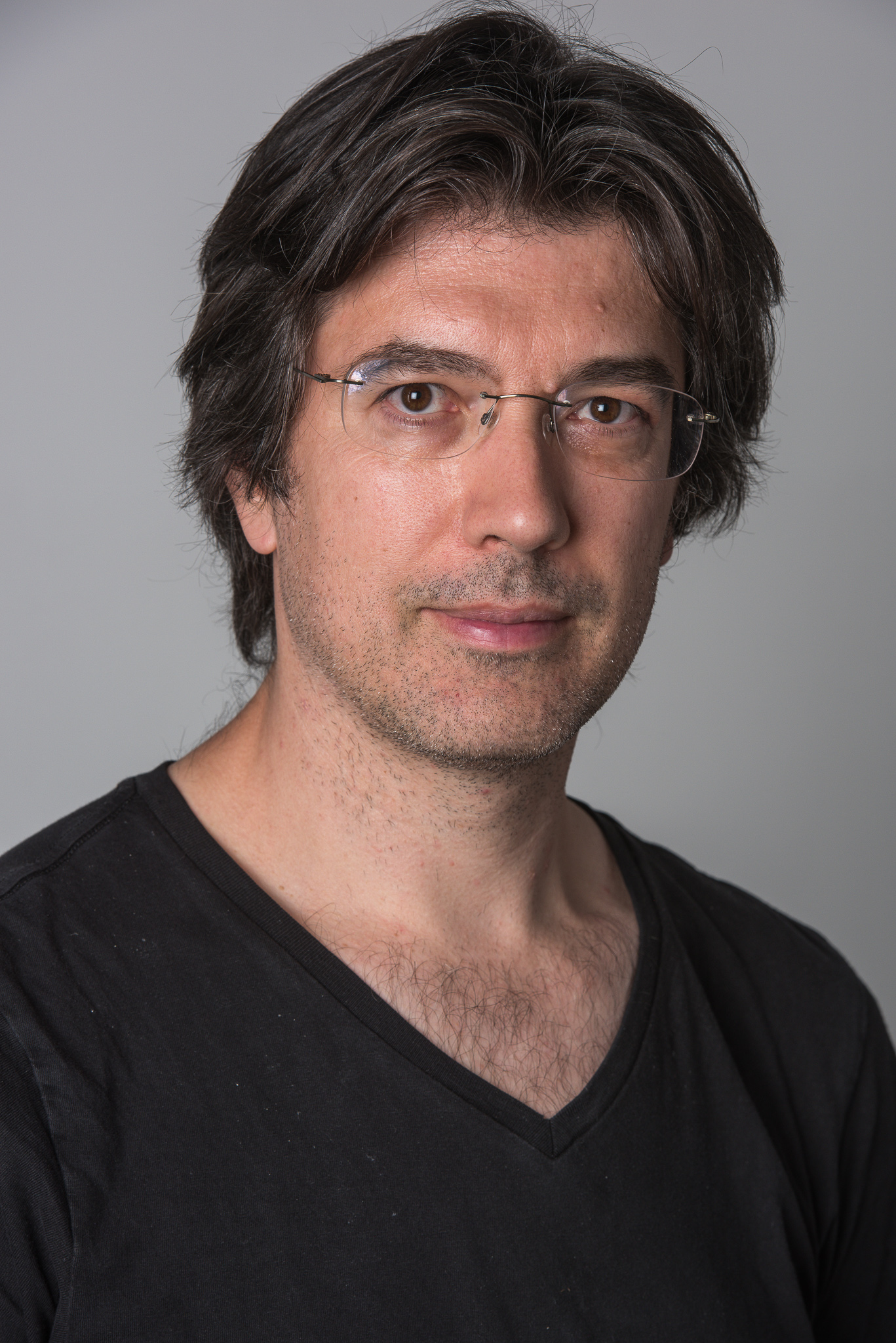
Virgil Widrich - 2016

Virgil Widrich (* el 16 de mayo de 1967 en Salzburgo) es un director de cine, guionista y productor austríaco, conocido también por su trabajo como artista multimedia. Ha trabajado en numerosas películas y proyectos multimedia, tanto de forma individual como como parte de equipos creativos. Es especialmente conocido por sus numerosos cortometrajes y obras multimedia, que han recibido hasta la fecha **290 premios cinematográficos**.

## Biografía
Nacido en Salzburgo, Virgil Widrich pasó su infancia en una casa de más de 500 años de antigüedad situada en el Mönchsberg salzburgués. Sus padres son Gerheid Widrich, de apellido de soltera Kupelwieser, y el periodista Hans Widrich. Durante su infancia Virgil Widrich conoció a artistas como Peter Handke, el cual era vecino suyo, o Wim Wenders, asiduo visitante de la casa. 
Contando 13 años de edad pusieron en sus manos su primera cámara, una super-8, y ya en ese mismo año (1980) rodó tres películas, My Homelife, Gebratenes Fleisch y 3 mal Ulf, seguidas por el filme de dibujos animados Auch Farbe kann träumen. A los 15 años rodó Monster in Salzburg, en la que trabajó por primera vez con actores. El furioso monstruo que daba nombre al filme fue realizado valiéndose de la técnica del stop-motion. En 1983 empezó a trabajar en Vom Geist der Zeit. Ni siquiera sus malas calificaciones académicas pudieron impedir que, después de 14 meses de rodaje, Widrich pusiera fin a su primer largometraje. Durante ese período trabajó también en el Festival de Salzburgo, realizando papeles de extra y desempeñando funciones de attrezzista, con el fin de financiar sus filmes. En 1984 empezó también a interesarse por el trabajo con ordenadores.
Terminados sus estudios de bachillerato en el Akademisches Gymnasium de Salzburgo, se matriculó en la Filmakademie Wien (Escuela de Artes Cinematográficas de Viena), aunque únicamente para abandonarla pocas semanas después con la idea de escribir el guion de una película de ciencia ficción, que sin embargo nunca llegaría a realizar. En 1987 fundó junto con dos socios más la compañía distribuidora Classic Films, animado por el propósito de distribuir fundamentalmente filmes artísticos. Tiempo más tarde empezó a trabajar como asistente del cámara y director John Bailey, y en 1990 se trasladó a Hollywood para colaborar allí con este último en la comedia de ciencia ficción The Search for intelligent life in the universe. 
Tras vender en 1991 Classic Films, Widrich se centró cada vez más en el trabajo con ordenadores y en la exploración de las posibilidades genuinamente artísticas ofrecidas por este nuevo lenguaje. Su siguiente gran proyecto, en el que participó como director de producción, fue un nuevo Festival für österreichische Filme (Festival de Cine Austriaco), que se celebró por primera vez en 1993 bajo el nombre de Diagonale (y que por aquellas fechas tenía todavía lugar en Salzburgo). El segundo año Widrich creó también un banco de datos cinematográfico, seguido después por la creación de nuevos bancos de datos centrados en el mundo del cine y por la colaboración del artista en algunos CD-Rom interactivos.
En 1997 Widrich volvió a centrar sus esfuerzos en la creación propia, naciendo de esta vuelta a sus orígenes el cortometraje tx-transform, que fue proyectado con éxito en Ars Electronica. A la vez, continuó reelaborando el guion de Heller als der Mond, que dirigió en 1999. El filme fue estrenado en 2000 en Róterdam. Su siguiente proyecto fue Copy Shop, filme que desde su estreno en 2001 obtuvo un total de 35 premios, fue nominado al Óscar y pudo verse en numerosas cadenas de televisión y más de 200 festivales cinematográficos. Su siguiente cortometraje, Fast Film, cosechó también un gran éxito, ganando 36 premios internacionales y siendo proyectado en más de 300 festivales. A ello siguieron proyectos multimedia encargados por empresas (junto con la fundación, en 2001, de la compañía checkpointmedia AG, de la que Widrich es director ejecutivo) y la producción de películas. 
Junto con otros realizadores fundó la productora Amour Fou, que desde entonces viene centrándose sobre todo en la financiación de películas artísticas de directores en su mayoría jóvenes. En 2004 Widrich formó parte del jurado de Ars Electronica, y desde 2004 hasta 2007 fue presidente de la Verband Filmregie Österreich (Asociación de Directores Cinematográficos de Austria). Es, además, miembro de la Akademie des Österreichischen Films (Academia de Cine Austriaca). Entre 2007 y 2010 impartió como profesor universitario la asignatura de arte digital en la Universität für angewandte Kunst Wien (Universidad de Artes Aplicadas de Viena). Desde 2010 dirige en la misma universidad el programa de postgrado Art & Science.
En 2024, fue admitido como miembro de la Academy of Motion Picture Arts and Sciences (AMPAS).

## Exposiciones
- 2006: Medios interactivos para la Mozarthaus Vienna
- 2008: 13 obras de estudiantes presentadas en Essence08, MAK – Museo de Artes Aplicadas (Viena)
- 2009: Dirección artística de Linz. Stadt im Glück, Nordico Stadtmuseum Linz
- 2009: Alias in Wonderland, MuseumsQuartier Viena
- 2009: Essence09, 10 obras expuestas en Expositur Vordere Zollamtsstraße, Viena
- 2010: Essence10, 15 obras en Künstlerhaus Wien
- 2010: 90 Jahre Salzburger Festspiele, Salzburg Museum
- 2011: parameter{world}, exposición del máster Art & Science
- 2012: Essence12, trabajos del máster Art & Science en Künstlerhaus Wien
- 2013: Crucial Experiments, MuseumsQuartier Viena
- 2014: Essence14, 2 estudiantes de Art & Science en Künstlerhaus Wien
- 2015: Parallaxis, instalación multimedia para Farbenrausch, Museo Leopold
- 2016: [dis]placement – Information through Sound, Citygate Shopping, Viena
- 2017: Circuit Training, das weisse haus, Viena
- 2017: analog_digital, exposición y retrospectiva, METRO Kinokulturhaus
- 2017: Panzerschrank Potemkin, Vienna Design Week
- 2017: Ästhetik der Veränderung, 150 años de la Universidad de Artes Aplicadas, MAK
- 2018: Sound of Music World, Salzburgo
- 2018: Reise um mein Zimmer, Vienna Design Week
- 2019: Dirección artística del sconarium, centro de visitantes en Bad Schönau
- 2020: Überall Musik!, DomQuartier Salzburgo
- 2025: Klimt. Pigment & Pixel, Belvedere inferior
- 2025: IM BLICK: Gustav Klimt – Die Braut, Belvedere superior

## Teatro lírico
- 2012: Concepción (junto a Martin Haselböck y Frank Hoffmann) y proyecciones para New Angels, Théâtre National du Luxembourg
- 2019: Regie de vídeo y escenografía para Nova – Imperfecting Perfection de Franz Danksagmüller, Kirchentag Dortmund

## Filmografía
- 1980: My Homelife (AUT) 6 min. (Documental sobre una casa antigua)
- 1980: Gebratenes Fleisch (AUT) 11 min. (Filme policíaco sobre el asesinato de una mujer en un restaurante)
- 1980: 3 mal Ulf (AUT) 12 min. (Documental sobre Arnulf Komposch)
- 1981: Auch Farbe kann träumen (AUT) 12 min. (Película de dibujos animados en la que un gusano y un hombrecillo huyen de la destrucción del medio ambiente)
- 1982: Monster in Salzburg (AUT) 12 min. (Película de animación en la que un monstruo asola Salzburgo)
- 1983–1985: Vom Geist der Zeit (AUT) 112 min. (Mezcla de varios géneros diversos)
- 1998: tx-transform (AUT) 5 min. (Película experimental de animación codirigida con Martin Reinhart que emplea técnicas sumamente interesantes)
- 2000: Heller als der Mond (Europa) 88 min. (Comedia sobre el hecho de ser un forastero en la ciudad de Viena)
- 2001: Copy Shop (AUT) 12 min. (Un hombre va sacando copias de sí mismo hasta llenar con ellas el mundo entero)
- 2001: LinksRechts (AUT/FRA) 4 min. (Entrevistas sobre el tema Izquierda y derecha en cine y política)
- 2003: Fast Film (AUT/LUX) 14 min. (Filme de animación con imágenes sobreimpresionadas sobre la película de una persecución)
- 2010: make/real (AUT) 5 min. (Película de found-footage para la exposición Roboterträume en la Kunsthaus Graz y el Museum Tinguely de Basilea)
- 2011: warning triangle (AUT) 6 min. (Película de found-footage para la exposición Fetisch Auto. Ich fahre, also bin ich en el Museo Tinguely de Basilea)
- 2015: back track (AUT) 7 min. (Película experimental sobre el retroceso del tiempo)
- 2016: Vienna table trip (AUT) 1 min. 22 seg. (Corto animado sobre la gastronomía vienesa)
- 2016: Die Nacht der 1000 Stunden (AUT/LUX/NLD) 92 min. (Thriller histórico sobre secretos familiares)
- 2018: Be my Rebel (DEU) 3 min. 45 seg. (Videoclip musical para Nena & Dave Stewart)
- 2018: Light Matter (AUT) 5 min. (Película experimental en blanco y negro sobre luz y percepción)
- 2018: Icon Island (AUT) 5 min. (Película experimental)
- 2019: tx-reverse (AUT/DEU) 5 min. (Película experimental codirigida con Martin Reinhart sobre la inversión del tiempo cinematográfico)
- 2021: There is exactly enough time (AUT) 1 min. (Corto de animación codirigido con Oskar Salomonowitz)

- Desde 2011: desarrollo del largometraje de animación Micromeo (guion en colaboración con Jean-Claude Carrière)

## Premios y distinciones
Premios Óscar
| Año  | Categoría          | Película  | Resultado |
| ---- | ------------------ | --------- | --------- |
| 2002 | Mejor cortometraje | Copy Shop | Nominado  |

Heller als der Mond (Europa 2000)
- Drehbuchpreis der Stadt Salzburg (1997)
- Jean Carment Award para Lars Rudolph – Angers European First Film Festival (2000)
- Laser Vidéo Titres Award – Angers European First Film Festival (2000)

Copy Shop (AUT, 2001)
- Premio Óscar (nominación), mejor cortometraje
- Prix de la meilleure création sonore – Clermont-Ferrand (2001)
- Mejor cortometraje experimental – Festival de Cortometrajes de Toronto (2001)
- Kodak Award – Puchon Int. Fantastic Film Festival (2001)
- Premio del Jurado – IMAGO, Covilha, Portugal (2001)
- Silberne Taube – Festival Internacional de Leipzig (2001)
- Mejor cortometraje – Lleida, inCurt (2001)
- Mejor experimental – Shorts Int. FF Nueva York (2001)
- Premio Comunidad de Madrid – Semana de Cine Experimental, Madrid (2001)
- Mejor cortometraje – Barcelona, L'alternativa (2001)
- Premio del Jurado – Leuven Kort, Bélgica (2001)
- Mejor del Festival – Boston Underground FF (2002)
- Prix des télévisions européennes – BIFFF, Bruselas (2002)
- Premio especial – Hiroshima Int. Animation Festival (2002)
- Mejor película experimental – Tesalónica, Panorama (2002)
- Premio especial del jurado – Festival Internacional de Animación de Teherán (2003)
- Mejor cortometraje experimental – Reale Film Festival, Milán (2022)
- Best Back to the Future – Absurd Film Festival, Milán (2022)

Fast Film (AUT/LUX, 2003)
- Selección oficial – Festival de Cannes (2003)
- Mejor corto animado – C.O.R.E. Digital Pictures Award – Toronto (2003)
- Gran Premio de Animación – Vila do Conde, Portugal (2003)
- Mejor cortometraje experimental – Festival Internacional de Melbourne (2003)
- Premio del público – Bearded Child FF (EE. UU., 2003)
- Película más imaginativa – Odense FF (Dinamarca, 2003)
- High Risk Award – Fantoche, Baden (Suiza, 2003)
- Mejor película experimental – Tesalónica (2003)
- Corto más innovador – Leipzig (2003)
- Grand Prix – Uppsala Short FF (Suecia, 2003)
- Premio Comunidad de Madrid – Semana de Cine Experimental (2003)
- Onda Curta – Cinanima, Portugal (2003)
- Innova Award – Animadrid, España (2003)
- Film Critics Award – Animafest Zagreb (2004)
- Premio ASIFA Korea – SICAF (Corea del Sur, 2004)
- Cartoon d’Or – Mejor animación – Cartoon Forum Galicia (2004)

back track (AUT, 2015)
- Mejor experimental – NYC Indie Film Awards (EE. UU.)
- Mejor cortometraje experimental – FICOCC (Tenerife)
- Mejor película experimental – Crossing the Screen (Reino Unido)

Die Nacht der 1000 Stunden (Lux/A/NL, 2016)
- Flash Forward Audience Award – Festival de Cine de Busan (Corea del Sur)

Vienna table trip (AUT, 2016)
- Mejor animación – EIFA, París (Platinum Award)
- Mejor animación – LA Shorts Awards (Diamond Award)
- Finalista – Travel Film in Russian Int. FF (Moscú)
- 1.er Premio – Tourfilm Riga, categoría turismo cultural
- Mejor film turístico – Film Forum Linz

Be my Rebel (AUT, 2018)
- Mejor videoclip – Mindfield FF Los Ángeles (Platinum)
- Mejor videoclip – UNDO Divergent Film Awards (EE. UU.)
- Mejor videoclip – Mindfield FF Albuquerque (Platinum)
- Mejor videoclip – EIFA París (Bronze)
- Mejor FX – Snowdance FF Los Ángeles
- Mejor videoclip internacional – Fort Worth Indie Film Showcase
- Mejor videoclip – NYC Indie Film Awards
- Mejor videoclip – Hollywood Sun Awards, Cosmic FF, Rosarito FF
- Mejor videoclip – Eurasia Int. Monthly FF (Moscú)
- Gold Award (Mejor FX, Dirección, Videoclip) – Royal Wolf FF
- Mejor dirección / FX – Top Indie FF
- Mejor dirección nuevos medios – Enginuity FF (EE. UU.)
- 1.er lugar videoclip – West Wing FF
- Mejor videoclip del mes – Lake View Int. FF (India)
- Top 2do lugar – Jaipur Int. FF (India)
- Mejor edición, FX – LA Edge FF (EE. UU.)
- Mejor videoclip – Silicon Beach FF
- Ganador mensual – Berlin Flash FF
- Mejor FX en cortometraje – SFAAF (Chile)
- Mejor videoclip – Mediterranean FF, Siracusa (Italia)

tx-reverse (AUT/DEU, 2019)
- Mejor cortometraje experimental – Eden Int. FF (2022)
- Mejor cortometraje experimental – Black Mountain FF (2022)
- Mejor cortometraje experimental – Edison Int. FF (India, 2022)

There is exactly enough time (AUT, 2021)
- Mejor animación – Harlem Int. FF, Nueva York (2023)
- Mejor drama – Panther City FF (2023)
- Mejor edición – Monza Film Fest, Italia (2023)
- Mención honorífica – British Indie FF, Londres (2023)
- Ganador – Blow-Up Arthouse FF, Chicago (2024)